# Fahreignungsregister
Das Fahreignungsregister (FAER), bis zum 30. April 2014 Verkehrszentralregister (VZR), ist ein deutsches Register beim Kraftfahrt-Bundesamt in Flensburg. Es speichert gemäß § 28 Straßenverkehrsgesetz (StVG) Informationen zur Fahreignung, unter anderem über
- rechtskräftig gewordene Entscheidungen der Strafgerichte wegen einer Straftat, die in Anlage 13 Fahrerlaubnis-Verordnung (FeV) genannt ist, soweit sie auf Strafe, Verwarnung mit Strafvorbehalt erkennen oder einen Schuldspruch enthalten,
- rechtskräftige Entscheidungen der Strafgerichte, die die Entziehung der Fahrerlaubnis, eine isolierte Sperre oder ein Fahrverbot anordnen, sowie Entscheidungen der Strafgerichte, die die vorläufige Entziehung der Fahrerlaubnis anordnen,
- rechtskräftige Entscheidungen wegen einer Ordnungswidrigkeit nach den § 24, § 24a oder § 24c StVG, soweit sie in Anlage 13 FeV genannt ist und gegen den Betroffenen eine Geldbuße von mindestens 60 Euro festgesetzt oder ein Fahrverbot angeordnet wurde,
- rechtskräftige Entscheidungen wegen einer Ordnungswidrigkeit nach § 10 Gefahrgutbeförderungsgesetz, soweit sie in Anlage 13 FeV genannt ist, sowie
- bestimmte Entscheidungen der Fahrerlaubnisbehörde nach der Fahrerlaubnis-Verordnung.

## Geschichte
Das Fahreignungsregister geht zurück auf ein Änderungsgesetz zum Straßenverkehrsgesetz vom 16. Juli 1957, das den Bundesminister für Verkehr ermächtigte, Rechtsvorschriften und allgemeine Verwaltungsvorschriften über die karteimäßige Erfassung von rechtskräftigen strafgerichtlichen Entscheidungen der genannten Art mit Zustimmung des Bundesrates zu erlassen. Unter der Bezeichnung Verkehrszentralregister wurde es am 2. Januar 1958 eingerichtet.
Verstöße gegen straßenverkehrsrechtliche Vorschriften wurden damals zumeist als Übertretung, das heißt als Straftat minderen Gewichts, geahndet. Durch das neue Gesetz über Ordnungswidrigkeiten aus dem Jahre 1968 wurde das Bußgeldverfahren modernisiert und damit die Voraussetzung für die Entkriminalisierung leichter Verkehrsverstöße geschaffen. Sie wurden mit Wirkung vom 1. Januar 1969 in Ordnungswidrigkeiten umgewandelt. Mit der Strafrechtsreform 1974 wurde die Deliktskategorie der Übertretungen gänzlich abgeschafft.
1974 wurde auch das noch heute verwendete Punktesystem (§ 4 StVG) eingeführt, das die bisherigen Richtlinien für die Behandlung von Mehrfachtätern von 1961 ersetzte.
Seit 1999 werden Bußgeldentscheidungen digital abgespeichert.
Im Rahmen der Reform des Punktesystems wurde das Verkehrszentralregister am 1. Mai 2014 in Fahreignungsregister umbenannt.
Straftaten mit einer Entziehung der Fahrerlaubnis oder mit einer isolierten Sperrfrist, die in der Anlage 13 zu § 40 FeV benannt sind, werden mit drei Punkten bewertet. Für die anderen Straftaten der Anlage 13 werden zwei Punkte in Ansatz gebracht. Die in der Anlage 13 zu § 40 FeV als besonders die Verkehrssicherheit beeinträchtigend bezeichnete Ordnungswidrigkeiten werden mit zwei Punkten bewertet. Bei den als verkehrssicherheitsbeeinträchtigend aufgeführten Ordnungswidrigkeiten erfolgt die Punktwertung mit einem Punkt.

## Inhalt und Einsichtnahme

Zahl der erfassten Personen am 31. Dezember eines Jahres von 1995 bis 2012

Die Regelsätze für die Ahndung einer Verkehrsordnungswidrigkeit ergeben sich aus der gemäß § 26a StVG erlassenen Bußgeldkatalog-Verordnung (BKatV). Der Bundeseinheitliche Tatbestandskatalog für Verkehrsordnungswidrigkeiten (BT-KAT-OWI) dient der vereinfachten Umsetzung dieser Rechtsverordnung insbesondere im Hinblick auf die einzelnen Bezeichnungen der Tatbestände sowie den damit verbundenen Eintragungszwecken in das Fahreignungsregister.
Das Fahreignungsregister ist für die Bürger transparent. Ein Registerauszug (Auskünfte zum persönlichen Punktestand) kann kostenlos schriftlich (mit Kopie des Personalausweises oder Reisepasses) per Brief oder mit elektronischen Personalausweis per Internet angefordert oder direkt vor Ort abgefragt werden. Seit Mai 2021 ist es außerdem möglich, den Punktestand kostenlos innerhalb weniger Minuten per App abzufragen. Gespeicherte Daten aus dem Fahreignungsregister stehen den Gerichten und Staatsanwaltschaften, den Bußgeld- und Fahrerlaubnisbehörden, den Polizeien, dem Zoll und dem Zentrum Kraftfahrwesen der Bundeswehr (ZKfWBw) zur Verfügung, außerdem auf internationaler Ebene dem ausländischen zentralen Fahrerlaubnisregister EUCARIS (European Car and Driving License Information System).
Künftig wird das Kraftfahrt-Bundesamt im Rahmen des Prümer Vertrags als so genannte Nationale Kontrollstelle fungieren. Das KBA ist die zuständige Behörde für Rückrufe im Automobilbereich, die durch das Geräte- und Produktsicherheitsgesetz begründet sind.
1970 gab es rund 3.300.000 Einträge im Verkehrszentralregister. 1982 war jeder vierte Autofahrer im Verkehrszentralregister notiert bei insgesamt rund 4.850.000 Einträgen (Westdeutschland).
1983 wurde die Grenze für eintragungspflichtige Entscheidungen auf solche mit mindestens 80 DM Bußgeld angehoben. Vorher lag die Grenze bei 40 DM.
2006 waren 79,9 % der Registrierten Männer. Etwa 58 % der Eintragungen erfolgten auf Grund überhöhter Geschwindigkeit, unabhängig vom Geschlecht.  Nach der Häufigkeit folgen die Eintragungen bei Männern Fahren unter Alkoholeinfluss (14,7 %), bei Frauen Vorfahrtsverletzung (17,4 %).
Am 31. Dezember 2012 waren im Verkehrszentralregister 9,045 Millionen Personen erfasst, davon waren 7,002 Millionen, also 77,4 %, männlich.
Am 1. Januar 2017 befanden sich 10.099.895 eingetragene Personen im Fahreignungsregister, davon waren mit  76 % rund 7,68 Millionen männlich.

## Tilgung
Eintragungen im Fahreignungsregister werden gemäß § 29 StVG nach einer bestimmten Frist getilgt. Die Löschung erfolgt nach Ablauf einer weiteren Überliegefrist. Nach Eintritt der Tilgungsreife darf eine Eintragung nicht mehr für Entscheidungen über die Fahrerlaubnis verwertet werden. Ausnahmen davon sind Anordnungen von Maßnahmen im Rahmen der Fahrerlaubnis auf Probe und das Fahreignungs-Bewertungssystem.

### Tilgungsfrist
Die Tilgungsfristen sind je nach Schwere der Eintragung gestaffelt. Sie betragen
- Zweieinhalb Jahre bei Ordnungswidrigkeiten, die mit einem Punkt eingetragen werden (§ 29 Abs. 1 Nr. 1 StVG)
- Fünf Jahre bei Ordnungswidrigkeiten, die mit zwei Punkten eingetragen werden; bei Straftaten, die keinen Fahrerlaubnisentzug nach sich zogen; bei Mitteilungen über die Teilnahme an einem Fahreignungsseminar, einem Aufbauseminar, einem besonderen Aufbauseminar oder einer verkehrspsychologischen Beratung und bei Verboten oder Beschränkungen, ein fahrerlaubnisfreies Fahrzeug zu führen (§ 29 Abs. 1 Nr. 2 StVG)
- Zehn Jahre bei Straftaten, die einen Fahrerlaubnisentzug oder eine isolierte Sperre nach sich zogen; bei einer behördlichen Entziehung der Fahrerlaubnis und bei einem Verzicht auf die Fahrerlaubnis (§ 29 Abs. 1 Nr. 3 StVG).

### Fristbeginn und Anlaufhemmung
Die Frist beginnt mit dem Tag der Rechtskraft der entsprechenden gerichtlichen Entscheidung bzw. der Bestandskraft des behördlichen Bescheids. Bei Aufbauseminaren etc. beginnt sie mit dem Tag der Ausstellung der Teilnahmebescheinigung (§ 29 Abs. 4 StVG). Ist die Fahrerlaubnis entzogen worden oder wurde auf sie verzichtet, so beginnt die Frist erst mit der Neuerteilung oder – wenn keine Neuerteilung erfolgt – fünf Jahre nach der Rechtskraft der Entziehung bzw. dem Tag des freiwilligen Verzichts (§ 29 Abs. 5 StVG). Diese sog. Anlaufhemmung bedeutet, dass eine Eintragung mit Fahrerlaubnisentzug nach 15 Jahren nicht mehr verwertet werden kann. Der Betroffene muss beispielsweise wegen einer solchen Eintragung keine MPU mehr durchführen lassen, um seine Fahrerlaubnis zurückzuerhalten. Die Tilgungsfrist eines Verbotes oder einer Beschränkung, ein fahrerlaubnisfreies Fahrzeug zu führen, beginnt erst fünf Jahre nach Ablauf oder Aufhebung des Verbots oder der Beschränkung.

### Ablaufhemmung
Nach der bis zum 30. April 2014 geltenden Fassung des § 29 Abs. 6 StVG waren Eintragungen erst zu tilgen, wenn für alle vorhandenen Eintragungen die Voraussetzungen der Tilgung eingetreten waren, wobei Ordnungswidrigkeiten in der Regel trotzdem nach fünf Jahren zu tilgen waren. Diese sogenannte Ablaufhemmung führte dazu, dass oft viele Jahre zurückliegende Eintragungen noch im Register vorhanden waren. Die Reform vom 1. Mai 2014 schaffte diese Regelung ab; die Tilgungsfristen der einzelnen Delikte laufen nunmehr unabhängig voneinander. Für Eintragungen bis zum 30. April 2014 gilt das alte Recht jedoch bis zum 30. April 2019 fort (§ 65 Abs. 3 Nr. 2 StVG), es sei denn, die Eintragung ist nach der neuen Rechtslage überhaupt nicht mehr zu speichern. In letzterem Fall ist sie am 1. Mai 2014 gelöscht worden (§ 65 Abs. 3 Nr. 1 StVG). Nach dem 30. April 2019 werden Alteintragungen nach der neuen Fassung des § 29 StVG getilgt. Bei Delikten, die vor dem 30. April 2014 begangen, aber erst danach eingetragen wurden, gelten die neuen Regeln (§ 65 Abs. 3 Nr. 3 StVG).

### Überliegefrist
Die Überliegefrist beträgt beim Kraftfahrtbundesamt ein Jahr.

## Sonstiges
Außer dem Fahreignungsregister führt das Kraftfahrtbundesamt auch das Zentrale Fahrerlaubnisregister nach § 48 StVG über erteilte Fahrerlaubnisse, das Zentrale Fahrzeugregister (ZFZR) und das Zentrale Kontrollgerätkartenregister (ZKR).